# Gmina Frampol
Die Gmina Frampol ist eine Stadt-und-Land-Gemeinde  im Powiat Biłgorajski der Woiwodschaft Lublin in Polen. In ihr leben etwa 6200 Menschen. Der Sitz ist die gleichnamige Stadt mit 1450 Einwohnern.

## Geographie
Die Gmina hat eine Fläche von 107,61 km². Frampol liegt im südlichen Teil der Woiwodschaft 60 Kilometer südlich von Lublin. Etwa 75 Kilometer südöstlich der Stadt verläuft die Staatsgrenze Polens zur Ukraine.

## Gliederung
Die Stadt-und-Land-Gemeinde besteht aus der Stadt Frampol und folgenden Ortschaften:
Cacanin
Chłopków
Karolówka
Kąty
Kolonia Kąty
Komodzianka
Korytków Mały
Lisie Góry
Niemirów
Pulczynów
Radzięcin
Rzeczyce
Smoryń
Sokołówka
Sokołówka-Kolonia
Stara Wieś
Teodorówka
Teodorówka-Kolonia
Wola Kątecka
Wola Radzięcka